# Yves Bonnefoy
Pour les articles homonymes, voir Bonnefoy.
Yves Bonnefoy, né le 24 juin 1923 à Tours et mort le 1er juillet 2016 à Paris 15e, est un poète, critique d'art et traducteur français. Il est considéré comme un poète majeur de la seconde moitié du XXe et du début du XXIe siècle.

## Biographie

### Jeunesse
Les parents d'Yves Jean Bonnefoy, Élie Bonnefoy et Hélène Maury, originaires du Lot et de l’Aveyron, étaient venus après leur mariage s'installer à Tours, l'un comme ouvrier monteur aux ateliers des chemins de fer, l'autre comme institutrice. Un premier enfant était né en 1914, Suzanne. La famille habita rue Galpin-Thiou une maison détruite par les bombardements de la Première Guerre mondiale, puis s'installa rue Lobin, deux ans avant la mort d'Élie Bonnefoy en 1936. L’été avaient lieu chaque année les voyages, évoqués dans L'Arrière-Pays, chez les grands-parents à Toirac, dans le Lot, où s'était retiré Auguste Maury, le grand-père instituteur. C'est dans cet essai qu'Yves Bonnefoy a aussi évoqué la première irruption du sentiment d'exil et du néant qui brisa l'état initial de plénitude de l'adolescence :

« Je me souviens : quand on allait chercher le lait à la ferme et qu'il brillait en bougeant sur le chemin du retour, sous les étoiles. Il y avait un moment difficile, à un certain tournant, où l'on enfonçait dans le noir de murs trop serrés et de l'herbe. Puis on passait à vingt mètres de la maison neuve éclairée. C'est à une fenêtre de cette maison que j'ai vu une fois, se découpant sur le fond d'une paroi nue, la silhouette obscure d'un homme. Il était de dos, un peu incliné, il semblait parler. Et ce fut pour moi l'Étranger. »

— Un rêve fait à Mantoue (1967)
Yves Bonnefoy a passé les baccalauréats de mathématiques et de philosophie au lycée Descartes de Tours, où il fit la lecture, déterminante, de la Petite Anthologie du surréalisme de Georges Hugnet, prêtée par le professeur de philosophie. Il a suivi des études de mathématiques, d'histoire des sciences et de philosophie dans les classes préparatoires du lycée Descartes, puis à l'université de Poitiers et à la Sorbonne, lorsqu'il décida en 1943 de s'installer à Paris et de se consacrer à la poésie.

### Avec les surréalistes
De 1945 à 1947, il fut proche des surréalistes et lié, parmi eux, avec Édouard Jaguer, Jaroslav Serpan, Yves Battistini, Jean Brun. Puis avec les poètes Gilbert Lely, Christian Dotremont et le peintre Raoul Ubac. Il créa en 1946 une revue, La Révolution la Nuit, dans laquelle il publia un fragment de son long poème encore surréaliste, Le Cœur-espace.
En 1947, Yves Bonnefoy refuse de signer le manifeste surréaliste Rupture inaugurale, prenant ainsi ses distances avec le mouvement. Le poète reproche à l'image surréaliste de faire advenir une « mauvaise présence » en substituant à la réalité une surréalité.
De 1949 à 1953, il effectue des voyages d'études, grâce à des bourses, en Italie, aux Pays-Bas, en Angleterre. Son diplôme d’études supérieures (aujourd’hui détruit), sous la direction de Jean Wahl, porta sur Baudelaire et Kierkegaard ; puis, il fut pendant trois années attaché de recherches au CNRS pour une étude de la méthodologie critique aux États-Unis.

### Tournant poétique

#### Du Mouvement et de l'immobilité de Douve(1953)
Encouragé par Adrienne Monnier, Yves Bonnefoy publie en 1953, au Mercure de France, qui restera l'un de ses principaux éditeurs, son premier recueil de poèmes, Du mouvement et de l'immobilité de Douve.

Dans ce livre, salué d'emblée par la critique, Yves Bonnefoy cherche à « attacher du plus près le poème à la réalité de l’existence et du vivant », qui est fondée sur l'expérience de la mort ; expérience dont la figure chimérique et allégorique de Douve, présente dans toutes les pages du livre, symbolise l'épreuve : 

« Que le froid par ma mort se lève et prenne un sens. »

 C'est aussi pour le poète un moyen de consommer sa rupture avec le groupe surréaliste et notamment la figure d'André Breton, qui faisait de la notion d'image une des pierres de touche de sa poétique, d'où l'importance historique de ce recueil :

« La mer intérieure éclairée d'aigles tournants,
Ceci est une image
Je te détiens froide à une profondeur où les images ne prennent plus. »

En 1955, il conçoit avec le réalisateur Roger Livet un film en 35 mm de 17 min, Royaumes de ce monde, sur le sens de l'Annonciation en peinture, qui reçut le grand prix des premières Journées internationales du court métrage, fondées à Tours.

#### 1953-1975
Les trois volumes de poèmes des années suivantes, Hier régnant désert (1958), Pierre écrite (1965), Dans le leurre du seuil (1975), ont été rassemblés, avec Du mouvement et de l'immobilité de Douve, dans un livre intitulé Poèmes en 1978. Puis ce seront Ce qui fut sans lumière en 1987, Début et fin de la neige en 1991, La Vie errante en 1993, Les Planches courbes en 2001 (inscrit au programme du baccalauréat littéraire en 2006 et 2007), La Longue Chaîne de l’ancre en 2008, Raturer outre en 2010.
Après L’Arrière-pays, de 1972, qui est un récit autobiographique dont le fil directeur est la tension entre la séduction exercée par le désir d’un ailleurs, suggéré par les œuvres de la peinture et le retour à l’ici et à la finitude, Yves Bonnefoy écrira aussi des poèmes en prose, avec Rue Traversière (1977), qui inaugure les rassemblements ultérieurs de Récits en rêve.
Il définit la poésie comme étant une « articulation entre une existence et une parole ». Toute œuvre poétique est le fruit d'une existence. Il y a continuité entre l'être du poète, de la poétesse, et sa poésie. La parole se distingue du langage, qui est un système ; elle est une présence, par laquelle se manifeste cette existence. La parole a un caractère vivant, car elle est indissociable de l'être qui la prononce.

### Travaux critiques
Les travaux historiques et critiques commencèrent à partir de 1954, avec une monographie consacrée aux Peintures murales de la France gothique. Ils se développèrent beaucoup par la suite et portent principalement sur l'histoire de la peinture, la relation des arts à la poésie, l'histoire de la poésie et son interprétation, la philosophie de l'œuvre et de l'acte poétiques.
Ils vont de pair avec une activité de traducteur de Shakespeare (une quinzaine d'ouvrages), de William Butler Yeats (Quarante-cinq poèmes de Yeats, 1989), de Pétrarque et de Leopardi, ainsi que du poète grec Georges Séféris à qui l'a lié une longue amitié ; il a conduit une réflexion sur l'acte du traducteur, réflexion engagée dans les préfaces qu'il a données à ses traductions de Shakespeare (Théâtre et poésie. Shakespeare et Yeats, 1998 ; La Communauté des traducteurs, 2000.)
Pour ces traductions, la question première est de se rapprocher de la personne de l'auteur. Bonnefoy parle à leur sujet d'empathie, d'admiration, d'affection, d'amour même. À partir de cette intimité avec l'auteur, le traducteur peut recréer, de par son propre mouvement, le texte de l'auteur en toute fidélité. Pour traduire Yeats il précise que son attention « est allée à un texte, bien sûr, mais plus encore à une personne. » Et ce mouvement se diffuse aux relations de l'auteur : lorsque Yeats, pour parler de l'Absolu, s'appuie sur son amie, alors le traducteur doit aussi retrouver cette amie. Pour Shakespeare, Bonnefoy pense qu'il s'est en quelque sorte incarné dans chacun des personnages de ses pièces ; pour traduire, il faut donc entendre Shakespeare derrière chacun des rôles.
Les mots portent la substance poétique. Ils incarnent la présence de Shakespeare ou de Yeats. Pour le traducteur Bonnefoy, il faut se placer « au plus près du débat qu’ont eu les mots dans le texte avec les données d’une vie et les chiffres d’un rêve. » Soit par exemple le mot anglais « labour », dans le poème de Yeats Among School Children, mot que l'on traduit habituellement en français par le mot « travail ». Mais dans le poème il est associé avec des images de danse ou de floraison, ce qui va mal avec son acception française. Aussi, à partir des notes qu'Yeats a laissées sur ce poème, à partir de sa propre expérience d'écrivain et de vie, Bonnefoy a préféré traduire ce mot par « enfantement ».
À partir de 1960, Yves Bonnefoy a été régulièrement l'invité, pour des périodes d'enseignement, d'universités françaises ou étrangères, en Suisse et aux États-Unis. Il a été professeur associé au centre universitaire de Vincennes (1969-1970), à l'université de Nice (1973-1976) et à l'université d'Aix-en-Provence (1979-1981), professeur invité à l'université de Genève (1970-1971 et 1971-1972). Devenu professeur au Collège de France en 1981, il continua à donner des conférences dans de nombreux pays.
L’ensemble de ses résumés de cours au Collège de France a été publié aux éditions du Seuil en 1999 : Lieux et destins de l’image : un cours de poétique au Collège de France (1981-1993). De 1993 à 2004, il a réuni à la Fondation Hugot du Collège de France une série de onze colloques fermés sur La Conscience de soi de la poésie. Seuls trois volumes d'actes de ces colloques ont été publiés : Jouve, poète, romancier, critique (1995), Poésie et rhétorique (1997), Poésie, mémoire et oubli (2005) ainsi qu'une anthologie : La Conscience de soi de la poésie, anthologie des colloques de la Fondation Hugot (2008).

### Travaux éditoriaux
Yves Bonnefoy a été rédacteur de la revue L'Éphémère pendant sa durée d'existence (1966-1972) avec André du Bouchet, Jacques Dupin, Louis-René des Forêts et Gaëtan Picon. Michel Leiris et Paul Celan rejoignirent en 1968 le comité de rédaction, au moment du départ de Gaëtan Picon.
Il a dirigé, chez Flammarion, deux collections, « Sur les balances du temps » (quatre titres seulement : André Chastel, Le Sac de Rome, 1527 ; Jean Starobinski, 1789. L'Invention de la liberté ; Gaëtan Picon, 1863. Naissance de la peinture moderne ; et lui-même, Rome, 1630) puis « Idées et Recherches ». Le catalogue de cette dernière, référence en histoire des idées, en histoire de l’art et des systèmes iconologiques, et riche d'une quarantaine de titres en l’espace d’un peu moins de trente ans, témoigne de son engagement en faveur du dialogue des savoirs : on y trouve des livres d'André Chastel, qu’il avait rencontré au début des années 1950 et sous la direction duquel il commença alors à travailler, d'Henri-Charles Puech, Marcel Detienne, Alexandre Leupin, André et Oleg Grabar, Georges Duthuit, Ernst Gombrich, Rolf Stein, Louis Grodecki, Jurgis Baltrusaitis, Erwin Panofsky, Marc Fumaroli, Hubert Damisch, Georges Didi-Huberman, André Green, Oskar Bätschmann, André Berne-Joffroy, Jean Seznec, Pierre Schneider ou Daniel Arasse.
Il fut, chez le même éditeur, le maître d'œuvre du Dictionnaire des mythologies et des religions des sociétés traditionnelles et du monde antique qui fit appel aux plus éminents spécialistes français (Ve section de l'École pratique des hautes études, Collège de France, etc.) et étrangers.

### Liens avec les autres arts

#### Arts plastiques
Depuis les premiers volumes réalisés en collaboration avec des artistes et édités par Maeght — Pierre écrite avec Raoul Ubac en 1958 et Anti-Platon avec Joan Miró en 1962 —, Yves Bonnefoy a régulièrement publié des livres de cette nature, dans lesquels un dialogue s'engage entre les mots du poème et l'œuvre graphique qui l'accompagne, avec notamment Pierre Alechinsky, Nasser Assar, Eduardo Chillida, Claude Garache, Jacques Hartmann, Alexandre Hollan, George Nama, Farhad Ostovani, Antoni Tàpies, Gérard Titus-Carmel, Bram Van Velde, Zao Wou-Ki.

#### Musique
En 2007, le compositeur Thierry Machuel a utilisé une partie des textes du recueil Les Planches courbes pour son oratorio intitulé L'Encore Aveugle, créé avec un chœur de lycéens musiciens issus de plusieurs lycées de la région Champagne-Ardenne.
Le compositeur Mirco De Stefani lui a dédié la trilogie Concert pour Douve pour piano (2001), Canzoni de La grande neige (2007) et Canzoni de L'été de nuit (2008) pour soprano et piano, dont Bonnefoy donne sa propre lecture poétique dans l’enregistrement.

### Famille
Yves Bonnefoy épouse Éliane Catoni (1921-1994), rencontrée en 1943 à Paris, en 1947 et s'en sépare en 1961. En secondes noces, il épouse l'Américaine Lucy — ou Lucille — Vines en 1968, de qui il a une fille, Mathilde, née en 1972.

## Prix et distinctions

### Prix
- France :
  - 1971 : Prix des Critiques
  - 1981 : Grand prix de poésie de l'Académie française, pour l'ensemble de son œuvre
  - 1987 : Grand prix de littérature de la SGDL, pour l'ensemble de son œuvre
  - 1987 : Prix Goncourt de la poésie[11], pour l'ensemble de son œuvre
  - 1995 : Prix mondial Cino-Del-Duca
  - 2006 : Prix de l'Ardua (prix de l'association universitaire d'Aquitaine, remis à Bordeaux)
  - 2011 : Prix Roger-Kowalski/Grand Prix de Poésie de la Ville de Lyon, pour L'Heure présente, publié au Mercure de France
  - 2013 : Prix de la BnF
- Autres pays :
  - 1978 : Prix Montaigne de la Fondation Frédéric von Schiller (Hambourg)
  - 1995 : Prix Balzan (remis alternativement à Berne et Rome), pour ses travaux comme historien de l'art et critique d'art (études appliquées à l'art européen du Moyen Âge à nos jours)
  - 2005 : Prix international Pier Paolo Pasolini (remis à Rome le premier novembre)
  - 2006 : Prix européen de poésie (remis à Trévise en novembre)
  - 2007 : Prix Franz Kafka, pour l'ensemble de son œuvre
  - 2010 : Prix Alassio international (remis à Turin le 15 mai)
  - 2010 : Prix Mario Luzi (remis à Turin le 11 juin)
  - 2011 : Grand Prix de poésie Pierrette-Micheloud (Lausanne), pour l'ensemble de son œuvre
  - 2013 : Prix de littérature en langues romanes de la Foire internationale du livre de Guadalajara (Mexique), pour l'ensemble de son œuvre[12]
  - 2015 : Premio Internazionale Nonino

### Décorations
- 1984 :  commandeur de l'ordre des Arts et des Lettres, nommé par le ministre Jack Lang

### Distinctions
- Docteur honoris causa de très nombreuses universités à travers le monde, parmi lesquelles l’université de Neuchâtel, l’American College à Paris, l’université de Chicago, Trinity College de Dublin, les universités d’Édimbourg, de Rome, d’Oxford et de Sienne.

## Œuvres

### Poésie, récits
- Traité du pianiste, Mercure de France, 1946
- Anti-Platon, Mercure de France, 1947
- Du mouvement et de l'immobilité de Douve, Mercure de France, 1953
- Hier régnant désert, Mercure de France, 1958
- Pierre écrite, avec dix ardoises gravées de Raoul Ubac, Maeght Éditeur, 1958
- Pierre écrite, nouvelle édition, Mercure de France, 1965
- Dans le leurre du seuil, Mercure de France, 1975
- Rue Traversière, Mercure de France, 1977
- Poèmes (1947–1975), Mercure de France, 1978
- L'Excédante, avec des lithographies et gravures de Pierre Alechinsky, éditions F. B., 1982
- Là où retombe la flèche, Mercure de France, 1986
- Ce qui fut sans lumière, Mercure de France, 1987
- Récits en rêve, Mercure de France, 1987
- La Vie errante, suivi de Une autre époque de l'écriture, Mercure de France, 1993
- Début et fin de la neige, Mercure de France, 1995
- L'Encore Aveugle, 1997
- La Pluie d'été, 1999
- Keats et Leopardi - Quelques traductions nouvelles, Mercure de France, 2000
- Les Planches courbes, Mercure de France, 2001
- Le Théâtre des enfants, 2001
- Le Cœur-espace, Farrago/Éditions Léo Scheer, 2001
- Le Grand Espace, 2007
- Aller, aller encore, 2008
- La Longue Chaîne de l'ancre, Mercure de France, 2008
- Deux scènes et notes conjointes, 2009
- Raturer outre, 2010
- L'Heure présente, Mercure de France, 2011
- Chemins ouvrant[13], avec Gérard Titus-Carmel, Éditions L'Atelier contemporain, 2014
- Ensemble encore suivi de Perambulans in noctem, Mercure de France, 2016
- L'Écharpe rouge, Mercure de France, 2016
- Œuvres poétiques, édition d'Odile Bombarde, Patrick Labarthe, Daniel Lançon, Patrick Née et Jérôme Thélot, préface d'Alain Madeleine-Perdrillat, Gallimard, coll. « Bibliothèque de la Pléiade », 2023

### Essais
- L'Improbable et autres essais, Mercure de France, 1959
- Arthur Rimbaud, Seuil, 1961
- Un rêve fait à Mantoue, Mercure de France, 1967
- Rome, 1630 : l'horizon du premier baroque, Flammarion, 1970
- L'Arrière-pays, Skira, coll. « Les Sentiers de la création », 1972
- Le Nuage rouge, Mercure de France, 1977
- Entretiens sur la poésie, Mercure de France, 1990
- Alberto Giacometti, biographie d'une œuvre, Flammarion, 1991
- Dessin, couleur et lumière, Mercure de France, 1995  (ISBN 978-2-71521-933-5)
- Théâtre et poésie : Shakespeare et Yeats, Mercure de France, 1998  (ISBN 978-2-71522-106-2)
- Breton à l'avant de soi, Farrago/Éditions Léo Scheer, 2001  (ISBN 978-2-84490-070-8)
- Sous l'horizon du langage, Mercure de France, 2002  (ISBN 978-2-71522-366-0)
- Traité du pianiste et autres écrits anciens, Mercure de France, 2008  (ISBN 978-2-71522-814-6)
- Le Siècle où la parole a été victime, Mercure de France, 2010  (ISBN 978-2-71523-153-5)
- Orlando furioso, guarito, Mercure de France, 2013  (ISBN 978-2-71523-373-7)

### Éditions en langues étrangères
L'œuvre d'Yves Bonnefoy est traduite dans plus de trente-deux langues, en particulier en anglais, en allemand et en italien ; dans cette dernière langue, toute l'œuvre poétique d'Yves Bonnefoy est rassemblée en un volume de la collection « I Meridiani » ; il est le premier auteur français à y entrer de son vivant.

### Correspondance
- Correspondance I, édition établie par Odile Bombarde et Patrick Labarthe, Paris, Les Belles Lettres, 2018.

### Traductions
- La Quête du Graal, avec Albert Béguin, Le Club du livre, 1958 ; rééd. Seuil, 1982
- W. B. Yeats, Quarante-cinq poèmes suivi de La Résurrection, Hermann, 1989, Poésie/Gallimard, 1993
- Keats et Leopardi, Mercure de France, 2000
- « Dix-neuf sonnets de Pétrarque nouvellement traduits par Yves Bonnefoy », Conférence no 20, printemps 2005 ; XIX sonnets de Pétrarque, avec huit gravures de Gérard de Palézieux, Meaux, éditions de la revue Conférence, 2005
- William Shakespeare :
  - Henri IV, Jules César, Hamlet, Le Conte d'hiver, Vénus et Adonis, Le Viol de Lucrèce, Club français du livre, 1957-1960
  - Jules César, Mercure de France, 1960
  - Hamlet, suivi d'« Une idée de la traduction », Mercure de France, 1962
  - Le Roi Lear, Mercure de France, 1965 ; nouvelle édition précédée de « Comment traduire Shakespeare ? », 1991
  - Roméo et Juliette, Mercure de France, 1968
  - Hamlet, Le Roi Lear, précédée de « Readiness, ripeness : Hamlet, Lear », Folio, Gallimard, 1978
  - Henri IV, Théâtre de Carouge, Genève, 1981
  - Macbeth, Mercure de France, 1983
  - Roméo et Juliette, Macbeth, précédé de « L'Inquiétude de Shakespeare », Folio, Gallimard, 1985
  - Les Poèmes (« Vénus et Adonis », « Le Viol de Lucrèce », « Phénix et Colombes »), précédé de « Traduire en vers ou en prose », Mercure de France, 1993
  - XXIV Sonnets de Shakespeare, précédé de « Traduire les sonnets de Shakespeare », illustré par Zao Wou-Ki, Les Bibliophiles de France, 1994 ; Thierry Bouchard et Yves Prié, 1996
  - Le Conte d'hiver, précédé d'« Art et Nature : l'arrière-plan du Conte d'hiver », Mercure de France, 1994 ; Folio, Gallimard, 1996
  - Jules César, précédé de « Brutus, ou le rendez-vous à Philippes », Mercure de France ; Folio, Gallimard, 1995
  - La Tempête, précédé d'« Une journée dans la vie de Prospéro », Folio, Gallimard, 1997
  - Antoine et Cléopâtre, précédé de « La noblesse de Cléopâtre », Gallimard, Folio-Théâtre, 1999
  - Othello, précédé de « La tête penchée de Desdémone », Gallimard, Folio-Théâtre, 2001
  - Comme il vous plaira, précédé de « La décision de Shakespeare », LGF, Le Livre de Poche, coll. « Classiques », 2003
  - Les Sonnets, précédés de Vénus et Adonis et du Viol de Lucrèce, Poésie/Gallimard, 2007
- Pétrarque, Je vois sans yeux et sans bouche je crie. Vingt-quatre sonnets traduits par Yves Bonnefoy, Galilée, 2012

## Autres publications

### Catalogues d’exposition
- Yves Bonnefoy, Livres et documents, Bibliothèque nationale/Mercure de France, 1992
- Écrits sur l’art et livres avec des artistes (exposition du château de Tours), ABM/Flammarion, 1993
- Yves Bonnefoy : la poésie et les arts plastiques (exposition de Vevey), Vevey, Arts et Lettres, 1996
- Yves Bonnefoy. Assentiments et partages (exposition du musée des Beaux-Arts de Tours), catalogue rédigé par J.-P. Avice, O. Bombarde, D. Lançon, P. Née, Bordeaux, William Blake & Co., 2005
- Yves Bonnefoy. Poésie et peinture (1993-2005) (exposition du Château de Tours), Bordeaux, William Blake & Co, 2005
- Yves Bonnefoy. École de Lorient (Patrick Le Corf - Guy Le Meaux - Yves Noblet) Peintures : Paysage, cartes et ports de mer - Galerie Bruno Mory, Besanceuil, 2007

### Volumes collectifs
- Yves Bonnefoy, L’Arc (Aix-en-Provence), A. Paire éd., no 66, 1976
- Yves Bonnefoy, numéro spécial de la revue Sud (Marseille), D. Leuwers éd., 1985
- Yves Bonnefoy : poésie, art et pensée, Y.-A. Favre éd., Didier- Érudition, 1986
- Yves Bonnefoy, poésie, peinture, musique, M. Finck éd., Presses de l’Université de Strasbourg, 1995
- Yves Bonnefoy, J. Ravaud éd., Cognac, Le Temps qu’il fait, 1998
- Yves Bonnefoy, numéro spécial de la revue Nu(e) (Nice), B. Bonhomme éd., 2000
- Avec Yves Bonnefoy. De la poésie, F. Lallier éd., Presses universitaires de Vincennes, 2001
- Yves Bonnefoy et le xixe siècle : vocations et filiations, D. Lançon éd., Tours, Presses de l’Université de Tours, 2001
- Yves Bonnefoy, cahier spécial de la revue Europe, Fabio Scotto éd., (no 890-891), juin-juillet 2003
- Yves Bonnefoy et l’Europe du XXe siècle, M. Finck, D. Lançon et M. Staiber éd., Strasbourg, Presses de l’Université de Strasbourg, 2003
- Yves Bonnefoy et le livre, numéro spécial de la revue Le Bateau Fantôme no 4, 2004
- Yves Bonnefoy, numéro spécial de la Revue de Belles-Lettres (Genève), A. Buchs éd., 2005, no 3-4
- Yves Bonnefoy. Lumière et nuit des images, M. Gagnebin éd., Seyssel, Champ Vallon, 2005
- Lire Les Planches courbes d’Yves Bonnefoy, P. Brunel et C. Andriot-Saillant éd., Vuibert, 2006
- Yves Bonnefoy. Poésie, recherche et savoirs, Daniel Lançon et Patrick Née (dir.), actes du colloque de Cerisy (août 2006), Hermann, 2007
- Poétique et ontologie, Bordeaux, Ardua/William Blake & Co, 2007
- Yves Bonnefoy. Traduction et critique poétique, numéro spécial de la revue Littérature, P. Née éd., no 150, juin 2008
- Cahier Bonnefoy Odile Bombarde et Jean-Paul Avice (dir.), coll. « Cahiers de L'Herne », L'Herne, 2010. Cahier de L'Herne qui contient de nombreux inédits, témoignages et études sur son œuvre (contribution d'écrivains, universitaires, et amis dont Jean Starobinski, Marc Fumaroli, Jean-Pierre Richard, Charles Rosen, Stéphane Barsacq, Jacqueline Risset, Jérôme Thélot, etc.). Sommaire du Cahier
- Poésie, arts, pensée : Carte blanche donnée à Yves Bonnefoy, textes rassemblés par Yves Bonnefoy et Patrick Née, Éditions Hermann, 2010
- Yves Bonnefoy. Écrits récents (2000-2009), actes du colloque de Zurich (octobre 2009), Patrick Labarthe, Odile Bombarde et Jean-Paul Avice (dir.), Genève, Slatkine, 2011
- "Le latin, la démocratie, la poésie", postface à l'ouvrage collectif Sans le latin... sous la dir. de Cécilia Suzzoni & Hubert Aupetit, Fayard/Mille et une nuits, Paris, 2012
- Yves Bonnefoy. Poésie et dialogue, Michèle Finck et Patrick Werly (dir.), Presses Universitaires de Strasbourg, coll. « Configurations littéraires », 2013.
- Yves Bonnefoy, Michèle Finck (dir.), Europe, no 1068, mars 2018, avec des textes de Michèle Finck, Philippe Jaccottet, François Lallier, Yves Leclair, Jean-Marc Sourdillon, Pierre Dhainaut, Yves Bonnefoy, Jérôme Thélot, Pierre Brunel, Béatrice Bonhomme, Dominique Combe, Tatiana Victoroff, Sophie Guermès, Patrick Werly, Patrick Née, Patrick Labarthe, Alain Madeleine-Perdrillat, Daniel Lançon, Michela Landi, Pierre Huguet, Stéphane Michaud, Jean-Pierre Lemaire, Odile Bombarde, Gérard Titus-Carmel, Jean-Yves Masson, Michel Deguy.

### Archives
Il existe un fonds Yves Bonnefoy à la bibliothèque municipale de Tours, qui s'enrichit régulièrement de ses livres et des travaux critiques sur son œuvre. Le service des Archives du Collège de France conserve également des documents et les enregistrements de ses cours au Collège de France.
Daniel Lançon, professeur à l'université de Grenoble, et auteur de L’Inscription et la réception critique de l’œuvre d’Yves Bonnefoy (thèse de doctorat dactylographiée, université Paris-VII, 1996, 4 vol.), poursuit la recension exhaustive de ses publications.